# Campeonato Italiano de Futebol - Série A (2016–17)
O Campeonato Italiano de Futebol de 2016–17 (ou Serie A TIM) foi a 85ª edição da competição máxima do futebol italiano, iniciado em 22 de agosto de 2016 e encerrado em 28 de maio de 2017.

## Regulamento
A Serie A é disputada por 20 clubes em dois turnos. Em cada turno, todos os times jogaram entre si uma única vez. Os jogos do segundo turno serão realizados na mesma ordem do primeiro, apenas com o mando de campo invertido. Não há campeões por turnos, sendo declarado campeão da Itália o time que obtiver o maior número de pontos após as 38 rodadas.

### Critérios de desempate
Caso haja empate de pontos entre dois clubes, os critérios de desempates serão aplicados na seguinte ordem:
1. Confronto direto
2. Saldo de Gols
3. Gols Feitos

## Promovidos e rebaixados
| Pos. | Rebaixados da Serie A |
| ---- | --------------------- |
| 18º  | Carpi                 |
| 19º  | Frosinone             |
| 20º  | Hellas Verona         |

| Pos. | Promovidos da Serie B |
| ---- | --------------------- |
| 1º   | Cagliari              |
| 2º   | Crotone               |
| 4º   | Pescara (Play-offs)   |

## Participantes

### Número de equipes por região
| Posição | Região             | Nº de equipes | Equipes                          |
| ------- | ------------------ | ------------- | -------------------------------- |
| 1       | Lombardia          | 3             | Atalanta, Internazionale e Milan |
| 2       | Emília-Romanha     | 2             | Bologna e Sassuolo               |
| 2       | Lácio              | 2             | Lazio e Roma                     |
| 2       | Ligúria            | 2             | Genoa e Sampdoria                |
| 2       | Piemonte           | 2             | Juventus e Torino                |
| 2       | Toscana            | 2             | Empoli e Fiorentina              |
| 7       | Abruzos            | 1             | Pescara                          |
| 7       | Calábria           | 1             | Crotone                          |
| 7       | Campânia           | 1             | Napoli                           |
| 7       | Friul-Veneza Júlia | 1             | Udinese                          |
| 7       | Sardenha           | 1             | Cagliari                         |
| 7       | Sicília            | 1             | Palermo                          |
| 7       | Vêneto             | 1             | Chievo                           |

### Informação dos clubes
| Equipe         | Cidade        | Treinador             | Em 2015/2016          | Estádio (mando)         | Capacidade | Material Esportivo |
| -------------- | ------------- | --------------------- | --------------------- | ----------------------- | ---------- | ------------------ |
| Atalanta       | Bérgamo       | Gian Piero Gasperini  | 13°                   | Atleti Azzurri d'Italia | 26.542     | Nike               |
| Cagliari       | Cagliari      | Massimo Rastelli      | 1º (2ª divisão)       | Sant'Elia               | 16.500     | Kappa              |
| Crotone        | Crotone       | Davide Nicola         | 2º (2ª divisão)       | Ezio Scida              | 9.631      | Zeus Sport         |
| Empoli         | Empoli        | Giovanni Martusciello | 10º                   | Carlo Castellani        | 16.800     | Joma               |
| Chievo         | Verona        | Rolando Maran         | 9º                    | Marcantonio Bentegodi   | 38.402     | Givova             |
| Fiorentina     | Florença      | Paulo Sousa           | 5º                    | Artemio Franchi         | 47.282     | Le Coq Sportif     |
| Genoa          | Génova        | Ivan Jurić            | 11º                   | Luigi Ferraris          | 36.685     | Lotto              |
| Internazionale | Milão         | Stefano Vecchi        | 4º                    | Giuseppe Meazza         | 80.074     | Nike               |
| Juventus       | Turim         | Massimiliano Allegri  | 1º                    | Juventus Stadium        | 41.254     | Adidas             |
| Lazio          | Roma          | Simone Inzaghi        | 8º                    | Olímpico de Roma        | 72.698     | Macron             |
| Palermo        | Palermo       | Diego Bortoluzzi      | 16º                   | Renzo Barbera           | 36.871     | Joma               |
| Milan          | Milão         | Vincenzo Montella     | 7º                    | San Siro                | 80.074     | Adidas             |
| Napoli         | Nápoles       | Maurizio Sarri        | 2º                    | San Paolo               | 60.240     | Kappa              |
| Bologna        | Bologna       | Roberto Donadoni      | 14°                   | Renato Dall'Ara         | 38.279     | Macron             |
| Roma           | Roma          | Luciano Spalletti     | 3º                    | Olímpico de Roma        | 72.698     | Nike               |
| Sampdoria      | Génova        | Marco Giampaolo       | 15º                   | Luigi Ferraris          | 36.685     | Joma               |
| Sassuolo       | Reggio Emilia | Eusebio Di Francesco  | 6º                    | Mapei Stadium           | 20.084     | Kappa              |
| Torino         | Turim         | Siniša Mihajlović     | 12º                   | Olímpico de Turim       | 27.994     | Kappa              |
| Udinese        | Udine         | Luigi Delneri         | 17º                   | Friuli                  | 30.642     | HS Football        |
| Pescara        | Pescara       | Zdeněk Zeman          | Playoffs (2ª divisão) | Adriático               | 20.476     | Erreà              |

### Mudança de técnicos
| Clube          | Antecessor           | Motivo                     | Data                    | Rod           | Pos | Sucessor                  | Ref.          |
| -------------- | -------------------- | -------------------------- | ----------------------- | ------------- | --- | ------------------------- | ------------- |
| Empoli         | Marco Giampaolo      | Consenso mútuo             | 15 de maio de 2016      | Pré-temporada |     | Giovanni Martusciello     | [ 2 ] [ 3 ]   |
| Udinese        | Luigi De Canio       | Fim do contrato            | 19 de maio de 2016      | Pré-temporada |     | Giuseppe Iachini          | [ 4 ]         |
| Torino         | Giampiero Ventura    | Reincidiu contrato         | 25 de maio de 2016      | Pré-temporada |     | Siniša Mihajlović         | [ 5 ] [ 6 ]   |
| Genoa          | Gian Piero Gasperini | Resincidiu contrato        | 14 de junho de 2016     | Pré-temporada |     | Ivan Jurić                | [ 7 ] [ 8 ]   |
| Atalanta       | Edoardo Reja         | Demitido                   | 14 de junho de 2016     | Pré-temporada |     | Gian Piero Gasperini      | [ 7 ]         |
| Crotone        | Ivan Jurić           | Reincidiu contrato         | 23 de junho de 2016     | Pré-temporada |     | Davide Nicola             | [ 9 ]         |
| Sampdoria      | Vincenzo Montella    | Reincidiu contrato         | 28 de junho de 2016     | Pré-temporada |     | Marco Giampaolo           | [ 10 ] [ 11 ] |
| Milan          | Cristian Brocchi     | Fim do contrato            | 28 de junho de 2016     | Pré-temporada |     | Vincenzo Montella         | [ 11 ]        |
| Lazio          | Simone Inzaghi       | Fim do contrato            | 6 de julho de 2016      | Pré-temporada |     | Marcelo Bielsa            | [ 12 ]        |
| Lazio          | Marcelo Bielsa       | Resignado                  | 8 de julho de 2016      | Pré-temporada |     | Simone Inzaghi            | [ 13 ] [ 14 ] |
| Internazionale | Roberto Mancini      | Consenso mútuo             | 8 de agosto de 2016     | Pré-temporada |     | Frank de Boer             | [ 15 ] [ 16 ] |
| Palermo        | Davide Ballardini    | Consenso mútuo             | 6 de setembro de 2016   | 2ª            | 15º | Roberto De Zerbi          | [ 17 ]        |
| Udinese        | Giuseppe Iachini     | Demitido                   | 2 de outubro de 2016    | 7ª            | 16º | Luigi Del Neri            | [ 18 ] [ 19 ] |
| Internazionale | Frank de Boer        | Demitido                   | 1 de novembro de 2016   | 11ª           | 12º | Stefano Vecchi (interino) | [ 20 ]        |
| Internazionale | Stefano Vecchi       | Fim do período de interino | 8 de novembro de 2016   | 13ª           | 9º  | Stefano Pioli             | [ 21 ]        |
| Palermo        | Roberto De Zerbi     | Demitido                   | 30 de novembro de 2016  | 14ª           | 20º | Eugenio Corini            | [ 22 ] [ 23 ] |
| Palermo        | Eugenio Corini       | Resignado                  | 24 de janeiro de 2017   | 21ª           | 19º | Diego López               | [ 24 ]        |
| Pescara        | Massimo Oddo         | Demitido                   | 14 de fevereiro de 2017 | 24ª           | 20º | Luciano Zauri (interino)  | [ 25 ]        |
| Pescara        | Luciano Zauri        | Fim do período de interino | 14 de fevereiro de 2017 | 24ª           | 20º | Zdeněk Zeman              | [ 26 ]        |
| Genoa          | Ivan Jurić           | Demitido                   | 19 de fevereiro de 2017 | 25ª           | 16º | Andrea Mandorlini         | [ 27 ] [ 28 ] |
| Genoa          | Andrea Mandorlini    | Demitido                   | 10 de abril de 2017     | 31ª           | 16º | Ivan Jurić                | [ 29 ]        |
| Palermo        | Diego López          | Demitido                   | 11 de abril de 2017     | 31ª           | 19º | Diego Bortoluzzi          | [ 30 ]        |
| Internazionale | Stefano Pioli        | Demitido                   | 9 de maio de 2017       | 35ª           | 7º  | Stefano Vecchi (interino) | [ 31 ]        |

## Classificação
Atualizado em 28 de maio de 2017
| Pos. | Equipes        | Pts | J  | V  | E  | D  | GP | GC | SG  | %    | Classificação ou rebaixamento                            |
| ---- | -------------- | --- | -- | -- | -- | -- | -- | -- | --- | ---- | -------------------------------------------------------- |
| 1    | Juventus       | 92  | 38 | 29 | 4  | 5  | 77 | 27 | 50  | 79.8 | Fase de Grupos da Liga dos Campeões da UEFA de 2017–18   |
| 2    | Roma           | 87  | 38 | 28 | 3  | 7  | 90 | 38 | 52  | 76.3 | Fase de Grupos da Liga dos Campeões da UEFA de 2017–18   |
| 3    | Napoli         | 86  | 38 | 26 | 8  | 4  | 94 | 39 | 55  | 75.4 | Play-offs da Liga dos Campeões da UEFA de 2017–18        |
| 4    | Atalanta       | 72  | 38 | 21 | 9  | 8  | 62 | 41 | 21  | 63.2 | Fase de Grupos da Liga Europa da UEFA de 2017–18[a]      |
| 5    | Lazio          | 70  | 38 | 21 | 7  | 10 | 74 | 51 | 23  | 61.4 | Fase de Grupos da Liga Europa da UEFA de 2017–18[a]      |
| 6    | Milan          | 63  | 38 | 18 | 9  | 11 | 57 | 45 | 12  | 55.3 | 3ª Pré-Eliminatória da Liga Europa da UEFA de 2017–18[a] |
| 7    | Internazionale | 62  | 38 | 19 | 5  | 14 | 72 | 49 | 23  | 54.4 |                                                          |
| 8    | Fiorentina     | 60  | 38 | 16 | 12 | 10 | 63 | 57 | 6   | 52.6 |                                                          |
| 9    | Torino         | 53  | 38 | 13 | 14 | 11 | 71 | 66 | 5   | 46.5 |                                                          |
| 10   | Sampdoria      | 48  | 38 | 12 | 12 | 14 | 49 | 55 | –6  | 42.1 |                                                          |
| 11   | Cagliari       | 47  | 38 | 14 | 5  | 19 | 55 | 76 | –21 | 41.2 |                                                          |
| 12   | Sassuolo       | 46  | 38 | 13 | 7  | 18 | 58 | 63 | –5  | 40.4 |                                                          |
| 13   | Udinese        | 45  | 38 | 12 | 9  | 17 | 47 | 56 | –9  | 39.5 |                                                          |
| 14   | Chievo         | 43  | 38 | 12 | 7  | 19 | 43 | 61 | –18 | 37.7 |                                                          |
| 15   | Bologna        | 41  | 38 | 11 | 8  | 19 | 40 | 58 | –18 | 36   |                                                          |
| 16   | Genoa          | 36  | 38 | 9  | 9  | 20 | 38 | 64 | –24 | 31.6 |                                                          |
| 17   | Crotone        | 34  | 38 | 9  | 7  | 22 | 34 | 58 | –24 | 29.8 |                                                          |
| 18   | Empoli         | 32  | 38 | 9  | 8  | 21 | 29 | 61 | –32 | 28.1 | Zona de rebaixamento à Serie B de 2017–18                |
| 19   | Palermo        | 26  | 38 | 5  | 9  | 24 | 38 | 78 | –40 | 22.8 | Zona de rebaixamento à Serie B de 2017–18                |
| 20   | Pescara        | 18  | 38 | 3  | 9  | 26 | 37 | 81 | –44 | 15.8 | Zona de rebaixamento à Serie B de 2017–18                |

Notas:

a ^  Como a campeã da Coppa Italia de 2016–17 (Juventus) está classificada para a Liga dos Campeões da UEFA de 2017–18, o lugar que dá esse torneio para a fase de grupos da Liga Europa da UEFA de 2017–18 vai para o 5º lugar. Consequentemente, o 6º lugar vai para a 3ª Pré-Eliminatória da Liga Europa da UEFA de 2017–18.

### Posições por rodada
Atualizado em 28 de maio de 2017
| Rodada Equipe  | 1  | 2  | 3  | 4  | 5  | 6  | 7  | 8  | 9  | 10 | 11 | 12 | 13 | 14 | 15 | 16 | 17 | 18 | 19 | 20 | 21 | 22 | 23 | 24 | 25 | 26 | 27 | 28 | 29 | 30 | 31 | 32 | 33 | 34 | 35 | 36 | 37 | 38 |
| Rodada Equipe  |    |    |    |    |    |    |    |    |    |    |    |    |    |    |    |    |    |    |    |    |    |    |    |    |    |    |    |    |    |    |    |    |    |    |    |    |    |    |
| -------------- | -- | -- | -- | -- | -- | -- | -- | -- | -- | -- | -- | -- | -- | -- | -- | -- | -- | -- | -- | -- | -- | -- | -- | -- | -- | -- | -- | -- | -- | -- | -- | -- | -- | -- | -- | -- | -- | -- |
| Juventus       | 6  | 2  | 1  | 2  | 1  | 1  | 1  | 1  | 1  | 1  | 1  | 1  | 1  | 1  | 1  | 1  | 1  | 1  | 1  | 1  | 1  | 1  | 1  | 1  | 1  | 1  | 1  | 1  | 1  | 1  | 1  | 1  | 1  | 1  | 1  | 1  | 1  | 1  |
| Roma           | 1  | 4  | 3  | 3  | 3  | 4  | 3  | 2  | 2  | 2  | 2  | 2  | 2  | 2  | 2  | 2  | 2  | 2  | 2  | 2  | 2  | 2  | 2  | 2  | 2  | 2  | 2  | 2  | 2  | 2  | 2  | 2  | 2  | 2  | 2  | 2  | 2  | 2  |
| Napoli         | 10 | 6  | 2  | 1  | 2  | 2  | 2  | 5  | 4  | 3  | 5  | 6  | 6  | 7  | 4  | 4  | 3  | 4  | 4  | 3  | 3  | 3  | 3  | 3  | 3  | 3  | 3  | 3  | 3  | 3  | 3  | 3  | 3  | 3  | 3  | 3  | 3  | 3  |
| Atalanta       | 12 | 18 | 14 | 18 | 19 | 16 | 12 | 13 | 8  | 6  | 6  | 5  | 5  | 5  | 6  | 6  | 6  | 6  | 6  | 7  | 7  | 7  | 5  | 4  | 4  | 4  | 5  | 6  | 6  | 5  | 5  | 5  | 5  | 5  | 5  | 5  | 5  | 4  |
| Lazio          | 4  | 9  | 10 | 4  | 9  | 5  | 4  | 6  | 6  | 5  | 4  | 4  | 4  | 4  | 5  | 5  | 4  | 5  | 5  | 5  | 5  | 6  | 4  | 6  | 6  | 5  | 4  | 4  | 4  | 4  | 4  | 4  | 4  | 4  | 4  | 4  | 4  | 5  |
| Milan          | 5  | 11 | 15 | 10 | 6  | 6  | 6  | 3  | 3  | 4  | 3  | 3  | 3  | 3  | 3  | 3  | 5  | 3  | 3  | 4  | 4  | 5  | 7  | 7  | 7  | 7  | 7  | 7  | 7  | 7  | 6  | 6  | 6  | 6  | 6  | 6  | 6  | 6  |
| Internazionale | 19 | 17 | 11 | 6  | 5  | 3  | 9  | 11 | 14 | 10 | 12 | 11 | 9  | 8  | 10 | 9  | 7  | 7  | 7  | 6  | 6  | 4  | 6  | 5  | 5  | 6  | 6  | 5  | 5  | 6  | 7  | 7  | 7  | 7  | 7  | 8  | 7  | 7  |
| Fiorentina     | 14 | 10 | 13 | 8  | 10 | 12 | 14 | 14 | 11 | 11 | 8  | 8  | 8  | 9  | 8  | 7  | 8  | 9  | 9  | 8  | 8  | 8  | 8  | 8  | 8  | 8  | 8  | 8  | 8  | 8  | 8  | 8  | 8  | 8  | 8  | 7  | 8  | 8  |
| Torino         | 13 | 7  | 12 | 14 | 14 | 10 | 7  | 4  | 5  | 7  | 7  | 7  | 7  | 6  | 7  | 8  | 9  | 8  | 8  | 9  | 9  | 9  | 9  | 9  | 9  | 9  | 9  | 10 | 10 | 10 | 10 | 10 | 9  | 9  | 9  | 9  | 9  | 9  |
| Sampdoria      | 8  | 3  | 5  | 9  | 12 | 17 | 15 | 15 | 15 | 16 | 14 | 14 | 11 | 11 | 9  | 12 | 13 | 13 | 13 | 13 | 14 | 14 | 10 | 10 | 10 | 11 | 10 | 9  | 9  | 9  | 9  | 9  | 10 | 10 | 10 | 10 | 10 | 10 |
| Cagliari       | 18 | 16 | 18 | 15 | 17 | 13 | 10 | 8  | 10 | 15 | 9  | 11 | 14 | 12 | 12 | 14 | 15 | 14 | 13 | 10 | 11 | 13 | 14 | 14 | 14 | 12 | 12 | 14 | 14 | 13 | 13 | 13 | 13 | 13 | 13 | 12 | 13 | 11 |
| Sassuolo       | 9  | 13 | 17 | 11 | 13 | 9  | 13 | 10 | 9  | 14 | 16 | 16 | 16 | 16 | 15 | 15 | 16 | 16 | 16 | 16 | 15 | 16 | 15 | 15 | 12 | 13 | 13 | 15 | 15 | 15 | 15 | 15 | 14 | 14 | 14 | 14 | 11 | 12 |
| Udinese        | 20 | 12 | 6  | 12 | 11 | 14 | 16 | 17 | 16 | 12 | 13 | 13 | 15 | 15 | 14 | 13 | 11 | 11 | 11 | 12 | 13 | 11 | 12 | 12 | 13 | 14 | 14 | 12 | 12 | 12 | 11 | 11 | 11 | 11 | 11 | 11 | 12 | 13 |
| Chievo Verona  | 3  | 8  | 9  | 5  | 4  | 7  | 5  | 7  | 7  | 9  | 11 | 12 | 10 | 13 | 13 | 11 | 10 | 10 | 10 | 11 | 12 | 10 | 11 | 11 | 11 | 10 | 11 | 11 | 11 | 11 | 12 | 12 | 12 | 12 | 12 | 13 | 14 | 14 |
| Bologna        | 7  | 14 | 7  | 13 | 7  | 8  | 11 | 12 | 13 | 13 | 15 | 15 | 13 | 14 | 16 | 16 | 14 | 15 | 15 | 15 | 10 | 12 | 13 | 13 | 15 | 15 | 16 | 13 | 13 | 14 | 14 | 14 | 15 | 15 | 15 | 15 | 15 | 15 |
| Genoa          | 2  | 1  | 4  | 7  | 8  | 11 | 8  | 9  | 12 | 8  | 10 | 10 | 12 | 10 | 11 | 10 | 12 | 13 | 12 | 14 | 16 | 15 | 16 | 16 | 16 | 16 | 15 | 16 | 16 | 16 | 16 | 16 | 16 | 16 | 16 | 16 | 16 | 16 |
| Crotone        | 15 | 19 | 20 | 20 | 20 | 20 | 20 | 20 | 20 | 20 | 20 | 20 | 20 | 19 | 19 | 18 | 18 | 19 | 19 | 19 | 18 | 18 | 19 | 19 | 19 | 19 | 19 | 19 | 19 | 18 | 18 | 18 | 18 | 18 | 18 | 18 | 18 | 17 |
| Empoli         | 16 | 20 | 16 | 17 | 18 | 19 | 19 | 19 | 19 | 18 | 18 | 17 | 17 | 17 | 17 | 17 | 17 | 17 | 17 | 17 | 17 | 17 | 17 | 17 | 17 | 17 | 17 | 17 | 17 | 17 | 17 | 17 | 17 | 17 | 17 | 17 | 17 | 18 |
| Palermo        | 17 | 15 | 19 | 19 | 16 | 18 | 18 | 18 | 18 | 19 | 19 | 19 | 19 | 20 | 20 | 20 | 19 | 18 | 18 | 18 | 19 | 19 | 18 | 18 | 18 | 18 | 18 | 18 | 18 | 19 | 19 | 19 | 19 | 19 | 19 | 19 | 19 | 19 |
| Pescara        | 11 | 5  | 8  | 16 | 15 | 15 | 17 | 16 | 17 | 17 | 17 | 18 | 18 | 18 | 18 | 19 | 20 | 20 | 20 | 20 | 20 | 20 | 20 | 20 | 20 | 20 | 20 | 20 | 20 | 20 | 20 | 20 | 20 | 20 | 20 | 20 | 20 | 20 |

## Confrontos
Atualizado em 28 de maio de 2017
| Mandante\ Visitante[1] | ATA | BOL | CAG | CHV | EMP | FIO | CRO | GEN | PES | INT | JUV | LAZ | MIL | NAP | PAL | ROM | SAM | SAS | TOR | UDI |
| Atalanta               |     | 3–2 | 2–0 | 1–0 | 2–1 | 0–0 | 1–0 | 3–0 | 3–0 | 2–1 | 2–2 | 3–4 | 1–1 | 1–0 | 0–1 | 2–1 | 1–0 | 1–1 | 2–1 | 1–3 |
| Bologna                | 0–2 |     | 2–1 | 4–1 | 0–0 | 0–1 | 1–0 | 0–1 | 3–1 | 0–1 | 1–2 | 0–2 | 0–1 | 1–7 | 3–1 | 0–3 | 2–0 | 1–1 | 2–0 | 4–0 |
| Cagliari               | 3–0 | 1–1 |     | 4–0 | 3–2 | 3–5 | 2–1 | 4–1 | 1–0 | 1–5 | 0–2 | 0–0 | 2–1 | 0–5 | 2–1 | 2–2 | 2–1 | 4–3 | 2–3 | 2–1 |
| Chievo                 | 1–4 | 1–1 | 1–0 |     | 4–0 | 0–3 | 1–2 | 0–0 | 2–0 | 2–0 | 1–2 | 1–1 | 1–3 | 1–3 | 1–1 | 3–5 | 2–1 | 2–1 | 1–3 | 0–0 |
| Empoli                 | 0–1 | 3–1 | 2–0 | 0–0 |     | 0–4 | 2–1 | 0–2 | 1–1 | 0–2 | 0–3 | 1–2 | 1–4 | 2–3 | 1–0 | 0–0 | 0–1 | 1–3 | 1–1 | 1–0 |
| Fiorentina             | 0–0 | 1–0 | 1–0 | 1–0 | 1–2 |     | 1–1 | 3–3 | 2–2 | 5–4 | 2–1 | 3–2 | 0–0 | 3–3 | 2–1 | 1–0 | 1–1 | 2–1 | 2–2 | 3–0 |
| Crotone                | 1–3 | 0–1 | 1–2 | 2–0 | 4–1 | 0–1 |     | 1–3 | 2–1 | 2–1 | 0–2 | 3–1 | 1–1 | 1–2 | 1–1 | 0–2 | 1–1 | 0–0 | 0–2 | 1–0 |
| Genoa                  | 0–5 | 1–1 | 3–1 | 1–2 | 0–0 | 1–0 | 2–2 |     | 1–1 | 1–0 | 3–1 | 2–2 | 3–0 | 0–0 | 3–4 | 0–1 | 0–1 | 0–1 | 2–1 | 1–1 |
| Pescara                | 0–1 | 0–3 | 1–1 | 0–2 | 0–4 | 1–2 | 0–1 | 5–0 |     | 1–2 | 0–2 | 2–6 | 1–1 | 2–2 | 2–0 | 1–4 | 1–1 | 1–3 | 0–0 | 1–3 |
| Internazionale         | 7–1 | 1–1 | 1–2 | 3–1 | 2–0 | 4–2 | 3–0 | 2–0 | 3–0 |     | 2–1 | 3–0 | 2–2 | 0–1 | 1–1 | 1–3 | 1–2 | 1–2 | 2–1 | 5–2 |
| Juventus               | 3–1 | 3–0 | 4–0 | 2–0 | 2–0 | 2–1 | 3–0 | 4–0 | 3–0 | 1–0 |     | 2–0 | 2–1 | 2–1 | 4–1 | 1–0 | 4–1 | 3–1 | 1–1 | 2–1 |
| Lazio                  | 2–1 | 1–1 | 4–1 | 0–1 | 2–0 | 3–1 | 1–0 | 3–1 | 3–0 | 1–3 | 0–1 |     | 1–1 | 0–3 | 6–2 | 0–2 | 7–3 | 2–1 | 3–1 | 1–0 |
| Milan                  | 0–0 | 3–0 | 1–0 | 3–1 | 1–2 | 2–1 | 2–1 | 1–0 | 1–0 | 2–2 | 1–0 | 2–0 |     | 1–2 | 4–0 | 1–4 | 0–1 | 4–3 | 3–2 | 0–1 |
| Napoli                 | 0–2 | 3–1 | 3–1 | 2–0 | 2–0 | 4–1 | 3–0 | 2–0 | 3–1 | 3–0 | 1–1 | 1–1 | 4–2 |     | 1–1 | 1–3 | 2–1 | 1–1 | 5–3 | 3–0 |
| Palermo                | 1–3 | 0–0 | 1–3 | 0–2 | 2–1 | 2–0 | 1–0 | 1–0 | 1–1 | 0–1 | 0–1 | 0–1 | 1–2 | 0–3 |     | 0–3 | 1–1 | 0–1 | 1–4 | 1–3 |
| Roma                   | 1–1 | 3–0 | 1–0 | 3–1 | 2–0 | 4–0 | 4–0 | 3–2 | 3–2 | 2–1 | 3–1 | 1–3 | 1–0 | 1–2 | 4–1 |     | 3–2 | 3–1 | 4–1 | 4–0 |
| Sampdoria              | 2–1 | 3–1 | 1–1 | 1–1 | 0–0 | 2–2 | 1–2 | 2–1 | 3–1 | 1–0 | 0–1 | 1–2 | 0–1 | 2–4 | 1–1 | 3–2 |     | 3–2 | 2–0 | 0–0 |
| Sassuolo               | 0–3 | 0–1 | 6–2 | 1–3 | 3–0 | 2–2 | 2–1 | 2–0 | 2–1 | 0–1 | 0–2 | 1–2 | 0–1 | 2–2 | 4–1 | 1–3 | 2–1 |     | 0–0 | 1–0 |
| Torino                 | 1–1 | 5–1 | 5–1 | 2–1 | 0–0 | 2–1 | 1–1 | 1–0 | 5–3 | 2–2 | 1–3 | 2–2 | 2–2 | 0–5 | 3–1 | 3–1 | 1–1 | 5–3 |     | 2–2 |
| Udinese                | 1–1 | 1–0 | 2–1 | 1–2 | 2–0 | 2–2 | 2–0 | 3–0 | 3–1 | 1–2 | 1–1 | 0–3 | 2–1 | 1–2 | 4–1 | 0–1 | 1–1 | 1–2 | 2–2 |     |

| Vitória da equipe da casa; Vitória do visitante; Empate. |

## Estatísticas
| Pos. | Jogador         | Equipe         | Gols |
| ---- | --------------- | -------------- | ---- |
| 1    | Edin Džeko      | Roma           | 29   |
| 2    | Dries Mertens   | Napoli         | 28   |
| 3    | Andrea Belotti  | Torino         | 26   |
| 4    | Mauro Icardi    | Internazionale | 24   |
| 4    | Gonzalo Higuaín | Juventus       | 24   |
| 6    | Ciro Immobile   | Lazio          | 23   |
| 7    | Lorenzo Insigne | Napoli         | 18   |
| 8    | Marco Borriello | Cagliari       | 16   |
| 8    | Keita Baldé     | Lazio          | 16   |
| 8    | Alejandro Gómez | Atalanta       | 16   |

| Pos. | Jogador          | Equipe         | Assis. |
| ---- | ---------------- | -------------- | ------ |
| 1    | José Callejón    | Napoli         | 12     |
| 2    | Mohamed Salah    | Roma           | 11     |
| 3    | Alejandro Gómez  | Atalanta       | 10     |
| 3    | Marek Hamšík     | Napoli         | 10     |
| 3    | Borja Valero     | Fiorentina     | 10     |
| 6    | Felipe Anderson  | Lazio          | 9      |
| 6    | Domenico Berardi | Sassuolo       | 9      |
| 6    | Valter Birsa     | Chievo         | 9      |
| 6    | Antonio Candreva | Internazionale | 9      |
| 6    | Suso             | Milan          | 9      |
| 6    | Senad Lulić      | Lazio          | 9      |
| 6    | Dries Mertens    | Napoli         | 9      |
| 6    | Lorenzo Insigne  | Napoli         | 9      |
| 6    | Edin Džeko       | Roma           | 9      |
| 6    | Miralem Pjanić   | Juventus       | 9      |

### Clean sheets
| Pos. | Jogador              | Equipe         | Clean sheets |
| ---- | -------------------- | -------------- | ------------ |
| 1    | Wojciech Szczęsny    | Roma           | 14           |
| 2    | Gianluigi Buffon     | Juventus       | 13           |
| 3    | Pepe Reina           | Napoli         | 12           |
| 3    | Gianluigi Donnarumma | Milan          | 12           |
| 3    | Ciprian Tătărușanu   | Fiorentina     | 12           |
| 6    | Etrit Berisha        | Atalanta       | 11           |
| 7    | Stefano Sorrentino   | Chievo         | 10           |
| 7    | Łukasz Skorupski     | Empoli         | 10           |
| 9    | Samir Handanovič     | Internazionale | 9            |
| 10   | Antonio Mirante      | Bologna        | 8            |

### Hat-tricks
Atualizado em 28 de maio de 2017
| Jogador          | Para           | Contra     | Resultado | Data                    | Ref.   |
| ---------------- | -------------- | ---------- | --------- | ----------------------- | ------ |
| Carlos Bacca     | Milan          | Torino     | 3–2       | 21 de agosto de 2016    | [ 35 ] |
| Andrea Belotti   | Torino         | Bologna    | 5–1       | 28 de agosto de 2016    | [ 36 ] |
| Nikola Kalinić   | Fiorentina     | Cagliari   | 5–3       | 23 de outubro de 2016   | [ 37 ] |
| Mohamed Salah    | Roma           | Bologna    | 3–0       | 6 de novembro de 2016   | [ 38 ] |
| Dries Mertens    | Napoli         | Cagliari   | 5–0       | 11 de dezembro de 2016  | [ 39 ] |
| Dries Mertens4   | Napoli         | Torino     | 5–3       | 18 de dezembro de 2016  | [ 40 ] |
| Diego Falcinelli | Crotone        | Empoli     | 4–1       | 29 de janeiro de 2017   | [ 41 ] |
| Marek Hamšík     | Napoli         | Bologna    | 7–1       | 4 de fevereiro de 2017  | [ 42 ] |
| Dries Mertens    | Napoli         | Bologna    | 7–1       | 4 de fevereiro de 2017  | [ 42 ] |
| Marco Parolo4    | Lazio          | Pescara    | 6–2       | 5 de fevereiro de 2017  | [ 43 ] |
| Roberto Inglese  | Chievo         | Sassuolo   | 3–1       | 12 de fevereiro de 2017 | [ 44 ] |
| Andrea Belotti   | Torino         | Palermo    | 3–1       | 5 de março de 2017      | [ 45 ] |
| Mauro Icardi     | Internazionale | Atalanta   | 7–1       | 12 de março de 2017     | [ 46 ] |
| Éver Banega      | Internazionale | Atalanta   | 7–1       | 12 de março de 2017     | [ 46 ] |
| Alejandro Gómez  | Atalanta       | Genoa      | 5–0       | 2 de abril de 2017      | [ 47 ] |
| Mauro Icardi     | Internazionale | Fiorentina | 4–5       | 22 de abril de 2017     | [ 48 ] |
| Keita Baldé      | Lazio          | Palermo    | 6–2       | 23 de abril de 2017     | [ 49 ] |
| Grégoire Defrel  | Sassuolo       | Torino     | 3–5       | 28 de maio de 2017      | [ 50 ] |

4 Jogador marcou quatro gols

### Média de público
Atualizado 28 de maio de 2016
| Pos. | Equipe         | Total     | Maior  | Menor  | Média  | Mudança |
| ---- | -------------- | --------- | ------ | ------ | ------ | ------- |
| 1    | Internazionale | 885 818   | 78 328 | 33 788 | 46 622 | +2.3%†  |
| 2    | Milan          | 766 185   | 77 882 | 26 464 | 40 326 | +6.5%†  |
| 3    | Juventus       | 758 788   | 41 470 | 38 144 | 39 936 | +3.2%†  |
| 4    | Napoli         | 695 410   | 53 085 | 15 912 | 36 601 | −5.5%†  |
| 5    | Roma           | 620 118   | 59 716 | 23 633 | 32 638 | −7.2%†  |
| 6    | Fiorentina     | 502 936   | 34 085 | 22 049 | 26 470 | −7.8%†  |
| 7    | Genoa          | 405 356   | 31 190 | 18 686 | 21 335 | −0.1%†  |
| 8    | Bologna        | 402 584   | 29 233 | 16 998 | 21 189 | +12.1%† |
| 9    | Lazio          | 388 600   | 40 000 | 10 000 | 20 453 | −2.7%†  |
| 10   | Sampdoria      | 377 183   | 29 824 | 17 526 | 19 852 | −9.6%†  |
| 11   | Torino         | 367 210   | 26 500 | 14 827 | 19 327 | −0.3%†  |
| 12   | Udinese        | 339 686   | 26 278 | 13 239 | 17 878 | +10.2%† |
| 13   | Atalanta       | 322 018   | 19 656 | 13 823 | 16 948 | +6.2%†  |
| 14   | Pescara        | 257 319   | 20 088 | 10 447 | 13 543 | +66.9%1 |
| 15   | Palermo        | 250 876   | 27 039 | 8 689  | 13 204 | −26.6%† |
| 16   | Cagliari       | 246 954   | 15 874 | 6 915  | 12 998 | +4.1%1  |
| 17   | Sassuolo       | 234 873   | 21 584 | 9 071  | 12 362 | +8.0%†  |
| 18   | Chievo         | 221 000   | 27 000 | 8 000  | 11 632 | −36.0%† |
| 19   | Crotone        | 154 178   | 15 354 | 7 298  | 9 636  | +36.4%1 |
| 20   | Empoli         | 178 775   | 15 424 | 7 105  | 9 409  | −1.0%†  |
|      | Total          | 8 375 867 | 78 328 | 6 915  | 22 217 | −0.0%†  |

Fonte: 
Notas:
1: O time jogou a última temporada na Segunda Divisão

### Maiores públicos
Estes foram os dez maiores públicos da competição:
| Nº | Público | Mandante       | Placar | Visitante      | Estádio          | Data                    | Rodada | Ref.                |
| -- | ------- | -------------- | ------ | -------------- | ---------------- | ----------------------- | ------ | ------------------- |
| 1  | 78 328  | Internazionale | 2–2    | Milan          | Giuseppe Meazza  | 15 de abril de 2017     | 32ª    | [ 52 ]              |
| 2  | 77 882  | Milan          | 2–2    | Internazionale | San Siro         | 20 de novembro de 2016  | 13ª    | [ 53 ]              |
| 3  | 76 484  | Internazionale | 2–1    | Juventus       | Giuseppe Meazza  | 18 de setembro de 2016  | 4ª     | [carece de fontes?] |
| 4  | 75 829  | Milan          | 1–0    | Juventus       | San Siro         | 22 de outubro de 2016   | 9ª     | [ 54 ]              |
| 5  | 59 716  | Roma           | 3–2    | Genoa          | Olímpico de Roma | 28 de maio de 2017      | 38ª    | [carece de fontes?] |
| 6  | 59 359  | Internazionale | 7–1    | Atalanta       | Giuseppe Meazza  | 12 de março de 2017     | 28ª    | [ 46 ]              |
| 7  | 58 652  | Internazionale | 2–1    | Roma           | Giuseppe Meazza  | 26 de fevereiro de 2017 | 26ª    | [ 55 ]              |
| 8  | 57 076  | Internazionale | 0–1    | Napoli         | Giuseppe Meazza  | 30 de abril de 2017     | 34ª    | [carece de fontes?] |
| 9  | 54 257  | Milan          | 1–2    | Napoli         | San Siro         | 21 de janeiro de 2017   | 21ª    | [carece de fontes?] |
| 10 | 54 022  | Milan          | 1–4    | Roma           | San Siro         | 7 de maio de 2017       | 35ª    | [carece de fontes?] |